# Peter Muster
Peter Muster (* 28. Mai 1952) ist ein ehemaliger Schweizer Sprinter. Er gewann die Bronzemedaille im 200-Meter-Lauf bei den Europameisterschaften 1978.
1973 gewann Muster seinen ersten Schweizer Meistertitel über 200 Meter, bis 1978 folgten fünf weitere Titel. 1980 und 1982 gewann er zwei weitere Titel, in den Jahren dazwischen gewann 
Franco Fähndrich, der während Musters Karriere auch meist Schweizer Meister im 100-Meter-Lauf war.
Bei den Olympischen Spielen 1976 in Montreal schied Muster in 21,09 s im Viertelfinal aus. Zwei Jahre später bei den Europameisterschaften 1978 in Prag überstand er mit 21,04 s als Vierter seines Vorlaufs nur knapp die erste Runde. Im Zwischenlauf wurde er in 20,63 s Zweiter hinter dem Italiener Pietro Mennea. Im Final erreichte Muster 20,64 s und erhielt Bronze hinter Mennea und hinter Olaf Prenzler aus der DDR. Auch die Schweizer 4-mal-100-Meter-Staffel mit Franco Fähndrich, Urs Gisler, Peter Muster und Hansjörg Ziegler erreichte den Final und belegte in 39,56 s den siebten Platz. Die Staffel hatte in der gleichen Besetzung einen Monat vorher in Bern den Schweizer Rekord auf 39,19 s verbessert, ein Rekord, der fast 30 Jahre Bestand hatte.
1976 stellte Muster mit 20,46 s einen Schweizer Rekord im 200-Meter-Lauf auf. Neben dem Landesrekord mit der Nationalstaffel verbesserte Muster mit der Staffel des LC Zürich auch mehrfach Schweizer Rekorde für Vereinsstaffeln. Muster hatte bei einer Körpergrösse von 1,75 m ein Wettkampfgewicht von 68 kg.